# Реал Эспанья
«Реа́л Клуб Эспа́нья» (исп. Real Club España), или просто Реал Эспанья — мексиканский спортивный клуб из столицы страны, Мехико.

## История
Наиболее известен выступлениями своей футбольной команды, которая до сих пор удерживает рекорд по количеству выигранных титулов чемпионов Мексики. Футбольная команда была расформирована в сезоне 1951/1952, однако клуб продолжает существовать — теперь в нём культивируются в основном гребля и теннис. «Реал Эспанья» выиграл 14 любительских чемпионатов и один профессиональный чемпионат Мексики по футболу. На счету клуба также 5 Кубков Мексики.
В 1971 году выходцы из Испании, бежавшие из этой страны от гонений со стороны диктатора Франко, решили возродить традиции испанского футбола в Мексике. Пытаясь воссоздать былое величие «Реала Эспаньи», новые владельцы выкупили клуб «Некакса», переименовали его в «Атлетико Эспаньол» и даже вернули бывшие цвета униформы «Эспаньи». За последующую декаду «Атлетико Эспаньол» стал вице-чемпионом Мексики 1974 года и выиграл Кубок чемпионов КОНКАКАФ в 1975 году. В 1982 году, не завоевав признания среди болельщиков, клуб был снова переименован в первоначальное название «Некакса». Эта команда существует до сих пор (переехала в город Агуаскальентес в 2003 году) и в 1990-е годы была на ведущих ролях в мексиканском и североамериканском футболе.
Титул «Реал» (то есть «Королевский») был пожалован королём Испании Альфонсо XIII. Клуб получил право изображать корону в своей эмблеме. Сейчас вся футбольная деятельность в клубе прекращена и лишь многочисленные трофеи, выставленные в музее клуба, напоминают о былой славе команды.

## Достижения
- Любительская эра
  - Чемпионы Мексики (допрофессиональный период) (14): 1913/1914, 1914/1915, 1915/1916, 1916/1917, 1918/1919, 1919/1920 (Национальная лига), 1920/1921 (Национальная лига), 1921/1922, 1923/1924, 1929/1930, 1933/1934, 1935/1936, 1939/1940, 1941/1942
  - Кубок Мексики (4): 1914/1915, 1916/1917, 1917/1918, 1918/1919

- Профессиональная эра
  - Чемпионы Мексики (1): 1944/45
  - Кубок Мексики (1): 1943/1944